# Yabibi-Rive
 (novembre 2024).
Yabibi-Rive est une localité située dans la province de Tshopo, elle est située proche de la localité de Bokondo-Rive,,.